# Объединённое криптографическое бюро
Объединённое криптографическое бюро (англ. Joint Cipher Bureau) — орган индийских вооруженных сил, ответственный за ведение радиотехнической разведки и криптографическое обеспечение армии, авиации и флота. Обеспечивает также спутниковую навигацию и отвечает за разработку перспективных систем криптографической безопасности. Ведёт свою деятельность в постоянном взаимодействии с Разведывательным бюро и Отделом исследований и анализа.
Согласно отчёту Группы по информационным технологиям (подразделением Департамента электроники правительства Индии), криптография в стране находится на стадии развития. Лишь немногие организации (включая оборонные) вовлечены в разработку технологий криптографии и соответствующих протоколов и продуктов.
Эксперты оценивают эффективность деятельности Объединённого криптографического бюро как достаточно низкую в силу
высокой зависимости от поставок техники из-за рубежа (преимущественно из России), значительного износа техники и отсутствие опыта работа с более сложными образцами. Самое совершенное криптографическое устройство Индии позволяет производить кодировку с длиной кода в 56 битов, что соответствует уровню примерно конца 1970 — началу 1980-х годов. Более современные образцы в Индии не запущены в производство по ряду причин.
Сотрудничество с США в сфере криптографических продуктов вызвало критику со стороны Организации оборонных исследований и разработок Индии (DRDO). В январе 1999 DRDO высказала опасения по поводу всех сетевых систем обеспечения безопасности, разработанных в США. Н. Виттал, комиссар Главного центра слежения DRDO, отметил, что он выступает за то, чтобы все индийские банки и финансовые институты приобретали только программы, разработанные в Индии.